# Championnats d'Europe de natation 1995
Navigation
Sheffield 1993 Séville 1997
La 22e édition des Championnats d'Europe de natation se déroule du 22 au 27 août 1995 à Vienne au Autriche. La capitale autrichienne accueille pour la troisième fois cet événement après les éditions 1950 et 1974. Les disciplines en bassin se déroulent dans une piscine provisoirement édifiée sur la pelouse du Ernst-Happel-Stadion, principale enceinte sportive du pays, habituellement utilisée pour des matchs de football.
En plus des quatre disciplines traditionnelles des sports aquatiques — natation sportive, natation synchronisée, plongeon et water polo — quatre épreuves de nage en eau libre sont ajoutées au programme des championnats. Cette discipline avait auparavant ses propres championnats d'Europe.
En natation sportive, un seul record du monde est battu. Il est œuvre du Russe Denis Pankratov qui améliore le record planétaire du 100 mètres papillon en finale. Par ailleurs, le relais russe 4 × 100 mètres quatre nages, notamment composé de Pankratov et Alexander Popov, améliore le record d'Europe.

## Résultats

### Nage en eau libre
| Épreuve | Médaille d'or                 | Médaille d'argent             | Médaille de bronze        |
| Hommes  |                               |                               |                           |
| 5 km    | Aleksey Akatiyev Russie       | Christof Wandratsch Allemagne | Samuele Pampana Italie    |
| 25 km   | Christof Wandratsch Allemagne | Aleksey Akatiyev Russie       | Stéphane Lecat France     |
| Femmes  |                               |                               |                           |
| 5 km    | Rita Kovács Hongrie           | Peggy Büchse Allemagne        | Valeria Casprini Italie   |
| 25 km   | Peggy Büchse Allemagne        | Edith van Dijk Pays-Bas       | Yvetta Hlaváčová Tchéquie |

### Natation sportive

#### Hommes
| Épreuve                | Médaille d'or                                                                                  | Médaille d'argent                                                                           | Médaille de bronze                                                                             |
| Nage libre             |                                                                                                |                                                                                             |                                                                                                |
| 50 m                   | Alexander Popov Russie 22 s 25 – RC                                                            | Christophe Kalfayan France 22 s 63                                                          | Torsten Spanneberg Allemagne 22 s 66                                                           |
| 100 m                  | Alexander Popov Russie 49 s 10 – RC                                                            | Torsten Spanneberg Allemagne 49 s 67                                                        | Björn Zikarsky Allemagne 50 s 23                                                               |
| 200 m                  | Jani Sievinen Finlande 1 min 48 s 98                                                           | Anders Holmertz Suède 1 min 49 s 12                                                         | Antti Kasvio Finlande 1 min 49 s 24                                                            |
| 400 m                  | Steffen Zesner Allemagne 3 min 50 s 35                                                         | Paul Palmer Royaume-Uni 3 min 50 s 43                                                       | Anders Holmertz Suède 3 min 51 s 01                                                            |
| 1 500 m                | Jörg Hoffmann Allemagne 15 min 11 s 25                                                         | Graeme Smith Royaume-Uni 15 min 11 s 90                                                     | Steffen Zesner Allemagne 15 min 20 s 46                                                        |
| Dos                    |                                                                                                |                                                                                             |                                                                                                |
| 100 m                  | Vladimir Selkov Russie 55 s 48                                                                 | Jirka Letzin Allemagne 56 s 24                                                              | Stefaan Maene Belgique 56 s 32                                                                 |
| 200 m                  | Vladimir Selkov Russie 1 min 58 s 48                                                           | Nicolae Butacu Roumanie 1 min 59 s 96                                                       | Adam Ruckwood Royaume-Uni 2 min 00 s 16                                                        |
| Brasse                 |                                                                                                |                                                                                             |                                                                                                |
| 100 m                  | Frederik Deburghgraeve Belgique 1 min 01 s 12                                                  | Károly Güttler Hongrie 1 min 01 s 38                                                        | Andrey Korneyev Russie 1 min 01 s 79                                                           |
| 200 m                  | Andrey Korneyev Russie 2 min 12 s 62                                                           | Károly Güttler Hongrie 2 min 12 s 95                                                        | Frederik Deburghgraeve Belgique 2 min 14 s 01                                                  |
| Papillon               |                                                                                                |                                                                                             |                                                                                                |
| 100 m                  | Denis Pankratov Russie 52 s 32 – RM – RC                                                       | Denys Sylantyev Ukraine 53 s 37                                                             | Rafał Szukała Pologne 53 s 45                                                                  |
| 200 m                  | Denis Pankratov Russie 1 min 56 s 34                                                           | Konrad Gałka Pologne 1 min 59 s 50                                                          | Chris-Carol Bremer Allemagne 1 min 59 s 96                                                     |
| Quatre nages           |                                                                                                |                                                                                             |                                                                                                |
| 200 m                  | Jani Sievinen Finlande 1 min 58 s 61 – RC                                                      | Attila Czene Hongrie 2 min 00 s 88                                                          | Christian Keller Allemagne 2 min 02 s 24                                                       |
| 400 m                  | Jani Sievinen Finlande 4 min 14 s 75 – RC                                                      | Marcin Malinski Pologne 4 min 18 s 32                                                       | Luca Sacchi Italie 4 min 18 s 82                                                               |
| Relais                 |                                                                                                |                                                                                             |                                                                                                |
| 4 × 100 m nage libre   | Russie Vladimir Predkin Roman Shegolov Roman Yegorov Alexander Popov 3 min 18 s 84             | Allemagne Christian Tröger Christian Keller Torsten Spanneberg Björn Zikarsky 3 min 19 s 76 | Suède Lars Frölander Christer Wallin Fredrik Letzler Anders Holmertz 3 min 21 s 07             |
| 4 × 200 m nage libre   | Allemagne Christian Keller Oliver Lampe Torsten Spanneberg Steffen Zesner 7 min 18 s 22        | Suède Christer Wallin Anders Holmertz Lars Frölander Chris Eliasson 7 min 19 s 95           | Italie Massimiliano Rosolino Pier Maria Siciliano Emanuele Merisi Emanuele Idini 7 min 20 s 96 |
| 4 × 100 m quatre nages | Russie Vladimir Selkov Andrey Korneyev Denis Pankratov Alexander Popov 3 min 38 s 11 – RE – RC | Hongrie Tamás Deutsch Károly Güttler Peter Horváth Attila Czene 3 min 40 s 88               | Allemagne Tino Weber Mark Warnecke Fabian Hieronimus Björn Zikarsky 3 min 41 s 55              |

#### Femmes
| Épreuve                | Médaille d'or                                                                               | Médaille d'argent                                                                     | Médaille de bronze                                                                |
| Nage libre             |                                                                                             |                                                                                       |                                                                                   |
| 50 m                   | Linda Olofsson Suède 25 s 76                                                                | Franziska van Almsick Allemagne 25 s 80                                               | Angela Postma Pays-Bas 25 s 86                                                    |
| 100 m                  | Franziska van Almsick Allemagne 55 s 34                                                     | Mette Jacobsen Danemark 56 s 02                                                       | Karen Pickering Royaume-Uni 56 s 05                                               |
| 200 m                  | Kerstin Kielgass Allemagne 2 min 00 s 56                                                    | Malin Nilsson Suède 2 min 01 s 35                                                     | Mette Jacobsen Danemark Karen Pickering Royaume-Uni 2 min 01 s 52                 |
| 400 m                  | Franziska van Almsick Allemagne 4 min 08 s 37                                               | Carla Geurts Pays-Bas 4 min 10 s 73                                                   | Irene Dalby Norvège 4 min 13 s 44                                                 |
| 800 m                  | Julia Jung Allemagne 8 min 36 s 08                                                          | Jana Henke Allemagne 8 min 36 s 68                                                    | Irene Dalby Norvège 8 min 38 s 82                                                 |
| Dos                    |                                                                                             |                                                                                       |                                                                                   |
| 100 m                  | Mette Jacobsen Danemark 1 min 02 s 46                                                       | Cathleen Rund Allemagne 1 min 02 s 91                                                 | Nina Zhivanevskaya Russie 1 min 03 s 06                                           |
| 200 m                  | Krisztina Egerszegi Hongrie 2 min 07 s 24                                                   | Dagmar Hase Allemagne 2 min 10 s 60                                                   | Cathleen Rund Allemagne 2 min 10 s 96                                             |
| Brasse                 |                                                                                             |                                                                                       |                                                                                   |
| 100 m                  | Brigitte Becue Belgique 1 min 09 s 30                                                       | Svetlana Bondarenko Ukraine 1 min 09 s 73                                             | Ágnes Kovács Hongrie 1 min 10 s 77                                                |
| 200 m                  | Brigitte Becue Belgique 2 min 27 s 60                                                       | Svetlana Bondarenko Ukraine 2 min 30 s 50                                             | Alicja Pęczak Pologne 2 min 30 s 59                                               |
| Papillon               |                                                                                             |                                                                                       |                                                                                   |
| 100 m                  | Mette Jacobsen Danemark 1 min 00 s 64                                                       | Ilaria Tocchini Italie 1 min 01 s 13                                                  | Cécile Jeanson France 1 min 01 s 15                                               |
| 200 m                  | Michelle Smith Irlande 2 min 11 s 60                                                        | Mette Jacobsen Danemark 2 min 12 s 29                                                 | Sophia Skou Danemark 2 min 13 s 31                                                |
| Quatre nages           |                                                                                             |                                                                                       |                                                                                   |
| 200 m                  | Michelle Smith Irlande 2 min 15 s 27                                                        | Brigitte Becue Belgique 2 min 16 s 15                                                 | Alicja Pęczak Pologne 2 min 17 s 42                                               |
| 400 m                  | Krisztina Egerszegi Hongrie 4 min 40 s 33                                                   | Michelle Smith Irlande 4 min 42 s 81                                                  | Cathleen Rund Allemagne 4 min 46 s 22                                             |
| Relais                 |                                                                                             |                                                                                       |                                                                                   |
| 4 × 100 m nage libre   | Allemagne Franziska van Almsick Simone Osygus Kerstin Kielgass Daniela Hunger 3 min 43 s 89 | Suède Louise Jöhncke Louise Karlsson Linda Olofsson Ellenor Svensson 3 min 45 s 21    | Royaume-Uni Sue Rolph Claire Huddart Alex Bennett Karen Pickering 3 min 46 s 89   |
| 4 × 200 m nage libre   | Allemagne Dagmar Hase Julia Jung Kerstin Kielgass Franziska van Almsick 8 min 06 s 11       | Pays-Bas Carla Geurts Minouche Smit Patricia Stokkers Kirsten Vlieghuis 8 min 10 s 17 | Royaume-Uni Vickey Horner Claire Huddart Katja Goddard Alex Bennett 8 min 14 s 31 |
| 4 × 100 m quatre nages | Allemagne Cathleen Rund Jana Dörries Julia Voitowitch Franziska van Almsick 4 min 09 s 97   | Hongrie Krisztina Egerszegi Ágnes Kovács Edit Klocker Gyöngyver Lakos 4 min 12 s 00   | Espagne María Tato María Olay María Pelaez Claudia Franco 4 min 12 s 52           |

### Natation synchronisée
| Épreuve | Médaille d'or | Médaille d'argent | Médaille de bronze |
| Solo    | Olga Sedakova Russie | Marianne Aeschbacher France | Khristina Thalassinidou Grèce |
| Duo     | Russie Elena Azarova Maria Kisseleva                                                                                                   | France Marianne Aeschbacher Myriam Lignot                                                                                                   | Italie Giovanna Burlando Manuela Camini                                                                                           |
| Équipe  | Russie Elena Antonova Elena Azarova Olga Brusnikina Maria Kisseleva Gana Maksimova Olga Novokchtchenova Yulia Pankratova Olga Sedakova | France Marianne Aeschbacher Agnès Berthet Céline Lévêque Charlotte Fabre Myriam Lignot Isabelle Manable Charlotte Massardier Magali Rathier | Italie Giada Ballan Serena Bianchi Mara Brunetti Giovanna Burlando Manuela Carnini Maurizia Cecconi Paola Celli Roberta Farinelli |

### Plongeon
| Épreuve         | Médaille d'or              | Médaille d'argent          | Médaille de bronze              |
| Hommes          |                            |                            |                                 |
| Tremplin de 1 m | Edwin Jongejans Pays-Bas   | Joakim Andersson Suède     | Boris Lietzow Allemagne         |
| Tremplin de 3 m | Dmitri Sautin Russie       | Jan Hempel Allemagne       | Roman Volodkov Ukraine          |
| Haut vol à 10 m | Vladimir Timoshinin Russie | Jan Hempel Allemagne       | Dmitri Sautin Russie            |
| Femmes          |                            |                            |                                 |
| Tremplin de 1 m | Vera Ilyina Russie         | Dörte Lindner Allemagne    | Svetlana Alekseyeva Biélorussie |
| Tremplin de 3 m | Vera Ilyina Russie         | Yuliya Pakhalina Russie    | Claudia Bockner Allemagne       |
| Haut vol à 10 m | Ute Wetzig Allemagne       | Conny Schmalfuss Allemagne | Svetlana Timoshinina Russie     |

### Water-polo
| Épreuve | Médaille d'or | Médaille d'argent | Médaille de bronze |
| Hommes  | Italie        | Hongrie           | Allemagne          |
| Femmes  | Italie        | Hongrie           | Pays-Bas           |

## Tableau des médailles
| Rang  | Nation             | Or | Argent | Bronze | Total |
| ----- | ------------------ | -- | ------ | ------ | ----- |
| 1     | Russie             | 17 | 2      | 4      | 23    |
| 2     | Allemagne          | 13 | 13     | 11     | 37    |
| 3     | Hongrie            | 3  | 7      | 1      | 11    |
| 4     | Belgique           | 3  | 1      | 2      | 6     |
| 5     | Finlande           | 3  | 0      | 1      | 4     |
| 6     | Danemark           | 2  | 2      | 2      | 6     |
| 7     | Italie             | 2  | 1      | 6      | 9     |
| 8     | Irlande            | 2  | 1      | 0      | 3     |
| 9     | Suède              | 1  | 5      | 2      | 8     |
| 10    | Pays-Bas           | 1  | 3      | 2      | 6     |
| 11    | France             | 0  | 4      | 2      | 6     |
| 12    | Ukraine            | 0  | 3      | 1      | 4     |
| 13    | Royaume-Uni        | 0  | 2      | 5      | 7     |
| 14    | Pologne            | 0  | 2      | 3      | 5     |
| 15    | Roumanie           | 0  | 1      | 0      | 1     |
| 16    | Norvège            | 0  | 0      | 2      | 2     |
| 17    | Biélorussie        | 0  | 0      | 1      | 1     |
| 17    | Espagne            | 0  | 0      | 1      | 1     |
| 17    | Grèce              | 0  | 0      | 1      | 1     |
| 17    | République tchèque | 0  | 0      | 1      | 1     |
| Total | Total              | 47 | 47     | 48     | 142   |

## Tableau des médailles (bassin de50muniquement)
| Rang  | Nation      | Or | Argent | Bronze | Total |
| ----- | ----------- | -- | ------ | ------ | ----- |
| 1     | Allemagne   | 10 | 7      | 8      | 25    |
| 2     | Russie      | 9  | 0      | 2      | 11    |
| 3     | Belgique    | 3  | 1      | 2      | 6     |
| 4     | Finlande    | 3  | 0      | 1      | 4     |
| 5     | Hongrie     | 2  | 5      | 1      | 8     |
| 6     | Danemark    | 2  | 2      | 2      | 6     |
| 7     | Irlande     | 2  | 1      | 0      | 3     |
| 8     | Suède       | 1  | 4      | 2      | 7     |
| 9     | Ukraine     | 0  | 3      | 0      | 3     |
| 10    | Royaume-Uni | 0  | 2      | 5      | 7     |
| 11    | Pologne     | 0  | 2      | 3      | 5     |
| 12    | Pays-Bas    | 0  | 2      | 1      | 3     |
| 13    | Italie      | 0  | 1      | 2      | 3     |
| 14    | France      | 0  | 1      | 1      | 2     |
| 15    | Roumanie    | 0  | 1      | 0      | 1     |
| 16    | Norvège     | 0  | 0      | 2      | 2     |
| 17    | Espagne     | 0  | 0      | 1      | 1     |
| Total | Total       | 32 | 32     | 33     | 97    |